# سامي سندي
سامي بن علي سندي، هو المدير العام المكلف - سابقاً للمؤسسة العامة للخطوط الجوية العربية السعودية، الناقل الرسمي في المملكة العربية السعودية أحد أعضاء حلف سكاي تيم وإحدى أكبر شركات الطيران في الشرق الأوسط.

## التعليم
حاصل على درجة البكالوريوس (مع مرتبة الشرف) في القانون من جامعة أكسفورد وماجستير في القانون من كلية الحقوق بجامعة هارفارد.